# Candace Vogler
Candace A. Vogler es una académica y filósofa estadounidense, desarrollando actividades académicas y científicas en el Profesorado David B. y Clara E. Stern, de filosofía, en la Universidad de Chicago, y se ha especializado en filosofía moral, filosofía de la acción, y en G. E. M. Anscombe.

## Educación y carrera
En 1995, obtuvo su PhD en filosofía, por la Universidad de Pittsburgh; y, desde 1994 enseña en la Universidad de Chicago.
Desde 2004 a 2007, ha sido codirectora del Programa de Master of Arts en Humanidades en la Universidad de Chicago.
También forma parte del Comité de Redacción de la revista académica Public Culture y coeditó dos de sus números especiales, "Critical Limits of Embodiment" (Límites críticos de la encarnación) con Carol Breckenridge, en 2002; y, "Violence and Redemption" (Violencia y Redención) con Patchen Markell, en 2003. Actualmente, está editando el próximo Oxford Companion a John Stuart Mill.
Es conversa al catolicismo.
En 2015, Vogler comenzó, junto con la investigadora principal Jennifer A. Frey, el proyecto  "Virtue, Happiness, & the Meaning of Life" ("Virtud, Felicidad y el significado de la vida") hecho posible por una subvención de U$S 2,5 millones de la Fundación John Templeton.

## Obra filosófica
Sus campos específicos de interés son la ética, el feminismo, la filosofía de la acción, y la filosofía social y política, tanto como la sexualidad humana y los estudios de género. Además, ha tenido un interés especial en la literatura inglesa; y, en la teoría literaria, e hizo trabajos de doctorado en estudios culturales, con énfasis en el pensamiento francés del siglo XX. De hecho, en el año 2000, se convirtió en una de los dos filósofos, invitadas a exponer en el Instituto de Lengua Inglesa, por las siete décadas de su historia, la otra persona era Stanley Cavell (1926-2018). Ha trabajado sobre Karl Marx, Tomás de Aquino, John Stuart Mill, Jean-Jacques Rousseau, y de Elizabeth Anscombe. Ella ha enfatizado la importancia de una educación en artes liberales, en el nivel de pregrado, en varias conferencias, sosteniendo que es extremadamente importante que los estudiantes aprendan habilidades del pensamiento crítico en la universidad.

## Obra

### Algunas publicaciones
- 2001. John Stuart Mill's Deliberative Landscape: An Essay in Moral Psychology (El paisaje deliberativo de John Stuart Mill: un ensayo en psicología moral), 256 p. ed. Routledge, ISBN 9781138871311. ¿Es la conducta no ética necesariamente irracional? Responder a esta pregunta requiere dar cuenta de la razón práctica, del bien práctico y de la fuente o el punto de los hechos incorrectos. En el momento en que la mayoría de los filósofos contemporáneos han hecho los dos primeros, han perdido de vista al tercero, reprimiendo las malas acciones ante la imprudencia, la debilidad de la voluntad o la ignorancia. En este libro, Candace Vogler hace las tres cosas, tomando como guías a los estudiosos que contemplaron por qué algunas personas realizan actos malvados. Al hacerlo, se propone involucrar y redirigir a la vez los debates contemporáneos sobre ética, razón práctica y normatividad.

- 2002. Reasonably Vicious (Razonablemente vicioso), 304 p. ed. Harvard University Press, ISBN 9780674030725. Su tesis es una investigación de la psicología moral, donde "moral" es aproximadamente sinónimo de "práctica", y la psicología está limitada por la comprensión de la acción por un lado, y por algunos pensamientos sobre la razonabilidad o la racionalidad por el otro. La forma que mi investigación toma es la de argumentar en contra de una concepción instrumentalista de la razón práctica, con su correspondiente creencia y deseo en la psicología filosófica, y sugerir una forma diferente de pensar acerca de la racionalidad práctica y, a través de ella, la psicología moral. Tomo este rumbo porque creo que los puntos de vista en psicología moral toman su forma de imágenes subyacentes de la racionalidad práctica. El primer capítulo presenta las líneas generales del instrumentalismo como una teoría de la racionalidad práctica e introduce la objeción estándar al instrumentalismo: ese instrumentalismo deja a los fines primarios colgando sin el apoyo de razones e inaceptablemente arbitrarios.

- 2003. Violence and Redemption (Violencia y redención), v. 15 de Public culture : Society for transnational cultural studies. Autores Candace Vogler, Patchen Markell. Ed. ilustrada de Duke University Press, 208 p. ISBN 0822365790, ISBN 9780822365792

## Honores[2]
- Miembro visitante, Centro de Estudios Avanzados, Ludwig-Maximilians-Universität Munich, febrero de 2011
- Profesora visitante distinguida Fulbright, Universidad de Notre Dame, Australia, agosto de 2017.